# Medimax

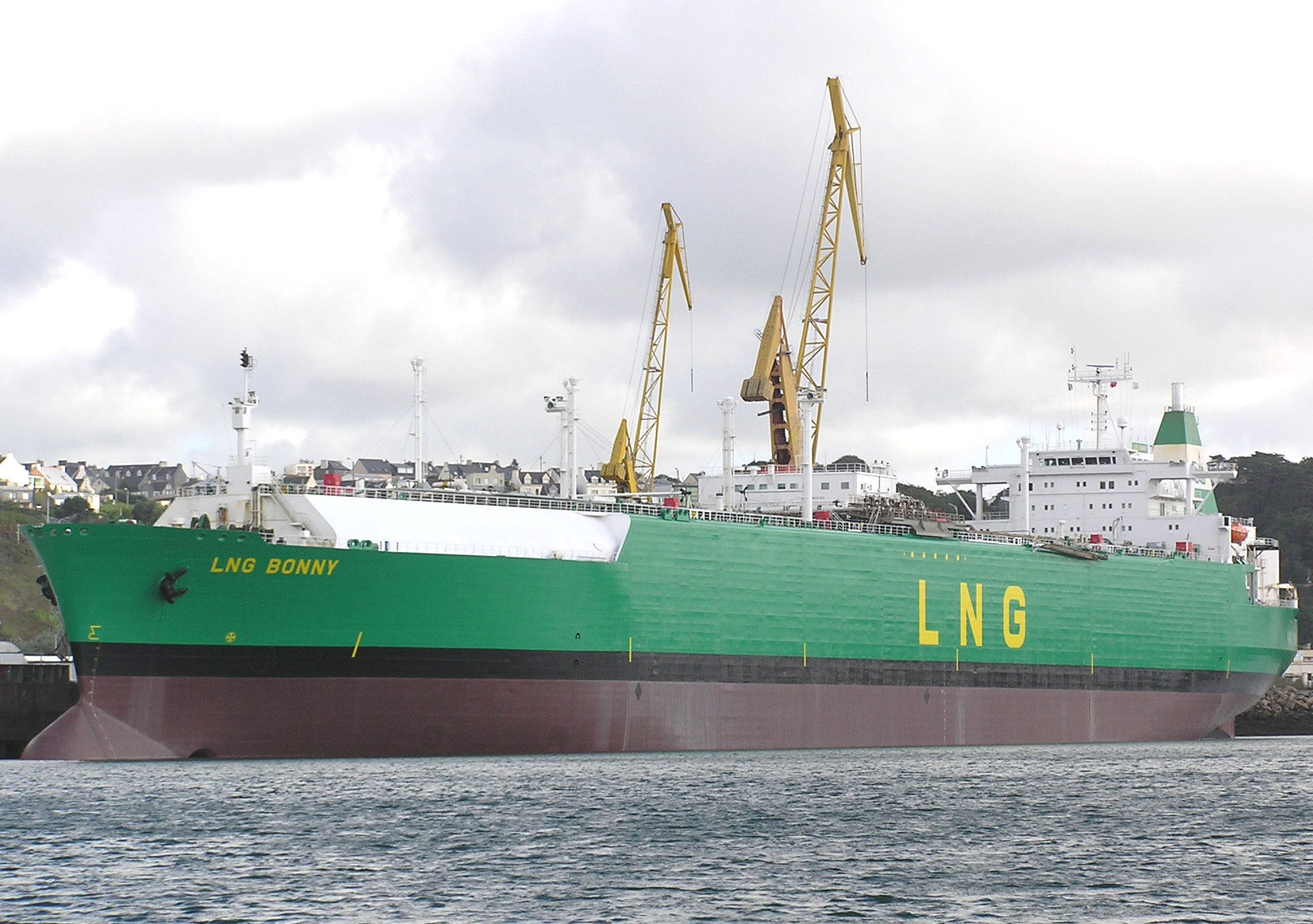
LNG танкер «Bonny» (більший за «Medimax»)

Medimax (укр. Медімакс) — специфікація розмірів для газових танкерів. Визначає найбільші з можливих LNG танкерів, які можуть експлуатуватися в перевезеннях між портами Фос-сюр-Мер у Франції та Скікда в Алжирі. Останні кораблі цього типу досягають 240 метрів і мають максимальну осадку 12,2 метрів вантажного відсіку і місткістю близько 74 тис. кубічних метрів. Старі кораблі Medimax — досі без інновацій, таких як мембранні резервуари та перлітова ізоляція — могли виконувати перевезення об'ємом лише до 70 000 м3.